# Der Todeswirbel (2006)
Der Todeswirbel (Originaltitel: Taken at the Flood) ist eine Langfolge aus der zehnten Staffel der britischen Fernsehserie Agatha Christie’s Poirot aus dem Jahr 2006 von Andy Wilson. Es ist die Verfilmung des gleichnamigen Romans von Agatha Christie aus dem Jahr 1948.

## Handlung
Hercule Poirot wird gerufen den Tod von Gordon Cloade aufzuklären, da dieser bei einer Gasexplosion umgekommen ist. Er hat ein beträchtliches Erbe hinterlassen, das seiner jungen Ehefrau Rosaleen zukommen soll. Viele aus der Familie Cloade sind darüber gar nicht glücklich, da sie finanziell von Gordon Cloade abhängig waren. Nun kommen sie auf die gutmütige Rosaleen zu. Allerdings ist da noch ihr Bruder David. Er ist herrschsüchtig und vollkommen unnachgiebig, was das Vermögen angeht. Als dann schließlich noch ein älterer Herr auftaucht, der behauptet, der verstorbene erste Ehemann von Rosaleen lebe noch und so sei die Ehe zwischen Rosaleen und Gordon ungültig, geraten die Ereignisse ins Rollen. Am darauffolgenden Tag steht Poirot vor einer Leiche, die offensichtlich erschlagen wurde. Er fragt sich, wie er die vielen Indizien zu deuten hat und was die wahren Interessen der Akteure sind. War die Gasexplosion gar kein Unfall? Wurden Rosaleen und ihr Bruder erpresst?

## Drehorte
- Chilworth Manor, Chilworth, Guildfordt in Surrey, England.
- Englefield House, Theale, Reading in Berkshire, England.
- The George Hotel, Dorchester-on Thames Oxfordshire, England.

## Belege
1. ↑   Freigabebescheinigung für Der Todeswirbel. Freiwillige Selbstkontrolle der Filmwirtschaft, Juni 2012 (PDF; Prüfnummer: 133 557 V).